# آنری کرمیو
آنری کرمیو (فرانسوی: Henri Crémieux‎؛ ۱۹ ژوئیه ۱۸۹۶ – ۱۰ مهٔ ۱۹۸۰) بازیگر اهل فرانسه بود.
از فیلم‌ها یا برنامه‌های تلویزیونی که وی در آن نقش داشته‌است می‌توان به وصیت‌نامه اورفه، دختران جوان روشفور، پوست الاغ، اورفئوس، جبل طارق، و رئیس‌جمهور اشاره کرد.